# Кумам (народ)
Кумам (или икумама, икоколему, акоколему) — западно-нилотский народ группы южные луо в Уганде.
Проживают на востоке страны в округе Каберамайдо (англ. Kaberamaido District)  Восточной области (англ. Eastern Region, Uganda), к северо-востоку от озера Кьога.
По переписи 2002 года в  Уганде было 147 204 представителей кумам.
Язык — кумам — малораспространён, в основном ланго и итесо языки, народы которых проживают по соседству в своих этносубрегионах (англ. Lango sub-region, англ. Teso sub-region) к западу и востоку от кумам соответственно. Языки входят в восточно-суданскую группу нило-сахарской языковой семьи.